# Мартин Кречович
Мартин Кречович (герб Гриф; ? –1468-1470 (до 1483)) – римсько-католицький релігійний діяч, священник, луцький латинський єпископ. 

## Життєпис
Його справжнє ім’я достеменно не відоме.  
У ватиканських джерелах Кречович фігурує лише під самим іменем. У хроніках великих королів Польщі Яна Длугоша Кречович згадується під різними іменами (Krzeczowicz, Krzeczewicz, Krzeszowski). Староопольські історіографи також називають Кречовича Жешовицьким, Жешовським та Островським з Кшешовіце. 
За походженням – литвин (за словами Длугоша) або поляк із Люблінського воєводства (за Каспером Несецьким). Ймовірно, Кречович був каноніком капітули Вільнюського собору. 
4 липня 1468 папа Павло II преконізував його на єпископа Луцького.  
Немає інформації, від кого і коли Кречович приймав єпископське рукопокладення.  
Вважається, що святителем Кречовича був його попередник у Луцькому соборі, єпископ Вільнюський Ян Лосович або львівський архієпископ Григорій Сяноцький. 
Кречович, ймовірно, помер найпізніше в 1470, але як померлий він з’являється в джерелах лише у 1483 з нагоди преконізації його наступника. 